# 南阳姜营机场
南阳姜营机场（简称南阳机场）位于中国河南省南阳市宛城区姜营村，是河南省目前仅有的四个已建成正规民用机场之一，另外三个分别是位于郑州的新郑国际机场、位于洛阳的北郊机场和位于信阳的明港机场。

## 历史
1934年4月，蒋中正为加强对中国共产党的“围剿”，修建了南阳老机场，后被日軍占领，日本投降后由中华民国国民政府使用，
1948年5月国民党驻军王凌云组织民工历时三个月重修飞机场。
1948年南阳被中共占领后，机场由中共接管。
1958年南阳航空站建立，
1973年修建南远导航台。
1988年南阳决定在市区东南姜营龙王庙迁建、扩修机场，
1991年4月机场迁建工程于开工，
1992年10月南阳机场竣工投入使用，同时老机场关闭。
2008年4月28日，南航南阳飞行训练基地成立。同年，南阳机场航站楼开始改扩建。目前，南阳机场是标准4D级机场，拥有一条2800米×50米的跑道，是河南省四大民用机场之一，可起降空中客车A320、波音737、波音747(减重型)、波音767等中型客机和货机，直达北京、上海、广州、深圳、郑州、成都、杭州等城市。
为适应南阳发展需要，南阳市政府正在统筹考虑机场搬迁及相关工作。

## 地理区位
姜营机场位于中国南阳市区中心东南12千米，毗邻南阳绕城高速路网和312国道，光武路东起点为机场，光武大桥连接机场与市区连接，光武大桥项目全长2160米，双向6车道，市区中心15分钟便可到达机场。

## 航空公司与航点
2025年度夏秋航班计划（3月30日至10月25日），执飞13条航线，通达城市18个。
| 航空公司     | 目的地                                |
| ------------ | ------------------------------------- |
| 中国南方航空 | 广州、上海/浦东、深圳、揭阳、乌鲁木齐 |
| 海南航空     | 深圳                                  |
| 天津航空     | 天津、珠海                            |
| 北部湾航空   | 海口                                  |
| 春秋航空     | 深圳、兰州                            |
| 长安航空     | 三亚、西安                            |
| 瑞丽航空     | 哈尔滨、昆明                          |
| 首都航空     | 杭州                                  |
| 江西航空     | 南昌、南京                            |

## 管理
南阳机场及其南航大厦均由中国南方航空股份有限公司南阳基地执管。